# John Rutledge

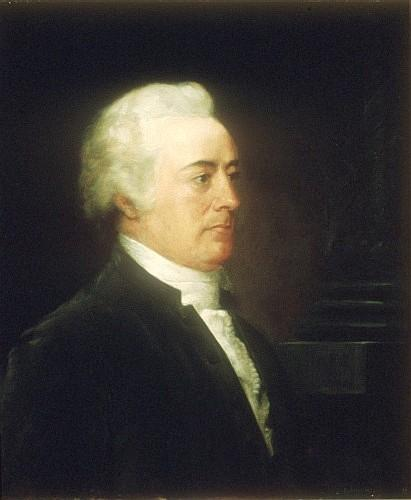
John Rutledge porträtterad av konstnären Robert Hinckley.

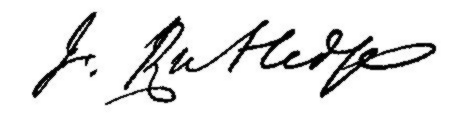
Namnteckning.

John Rutledge, född 17 september 1739 i Charleston, provinsen South Carolina, död där 18 juli 1800, var en amerikansk jurist och politiker.
Rutledges far var en alkoholiserad läkare som hade invandrat till Nordamerika från Irland. Modern var slavägare. Han fick sin tidiga utbildning från fadern, från en anglikansk präst och från en informator. Han studerade därefter juridik vid Middle Temple i London. Han seglade tillbaka till South Carolina och inledde en mycket framgångsrik juristkarriär. Tre år efter återkomsten gifte han sig med Elizabeth Grimke. Paret fick 10 barn.
Rutledge valdes 1774 till den första kontinentala kongressen. Han var delstaten South Carolinas första och tredje guvernör 1776-1778 och 1779-1782. Storbritannien invaderade Charleston under nordamerikanska frihetskriget i maj 1780 och konfiskerade Rutledges egendom. Han flydde då till North Carolina för att samla trupper med vars hjälp han skulle kunna återerövra sin delstat. Följande år lyckades han med bedriften att återupprätta sin styre, men han förlorade en stor del av sin förmögenhet i kriget.
Rutledge var delegat till konstitutionskonventet i Philadelphia 1787 och en signatär av USA:s konstitution. Han var en stark förespråkare av Sydstaternas intressen och hotade att lämna konventet ifall slaveri inte tillåtits. Han var också elektor i USA:s första presidentval 1789.
Rutledge var domare i USA:s högsta domstol 1790-1791. Han lämnade denna när han blev utnämnd till chefsdomare i South Carolinas högsta domstol, men återkom till USA:s högsta domstol som chefsdomare 1795. George Washington utnämnde honom när senaten hade semesteruppehåll. Han kunde således inleda sitt arbete som chefsdomare men var tvungen att avgå, när senaten, som dominerades av federalistpartiet, vägrade konfirmera hans utnämning. 
Många chefsdomare i USA:s historia har frivilligt lämnat domstolen, endast Rutledge har varit tvungen att avgå. En orsak till motståndet i senaten var Rutledges hårdnackade motstånd mot Londonfördraget 1794 (Jay Treaty), som hans företrädare John Jay hade förhandlat fram med britterna. En annan orsak var den mentalsjukdom som Rutledge tidvis hade lidit av sedan hans fru dog 1792.
Hans yngre bror Edward Rutledge var signatär till USA:s självständighetsförklaring och guvernör i South Carolina 1798-1800.